# Ulica Łukowska w Siedlcach
Ulica Łukowska – jedna z głównych ulic wylotowych w Siedlcach, na trasie N-E, w dzielnicy Taradajki, w kierunku Łukowa (Lublina). 

## Przebieg
Ulica zaczyna się na skrzyżowaniu ulic: Z. Buczyńskiej, Torowej i 1 bryg. Legionów, a kończy na granicy miasta (Grabianów).

## Historia
Ulica powstała najprawdopodobniej na przełomie XIX i XX wieku, początkowo droga brukowa, nawierzchnię asfaltową uzyskała w latach 60. W 2004 roku zostało gruntownie zmodernizowane skrzyżowanie ulic: Składowej i Targowej.

## Pochodzenie nazwy
Nazwa pochodzi od miasta Łuków.

## Komunikacja
Ulicą Łukowską kursują autobusy nr: 7, 9, 24, 25